# Vườn quốc gia và Khu bảo tồn Katmai
Vườn quốc gia và Khu bảo tồn Katmai là một vườn quốc gia và khu bảo tồn của Mỹ nằm ở miền nam Alaska, nổi tiếng với Thung lũng Vạn khói (Valley of Ten Thousand Smokes) và loài gấu nâu Alaska. Vườn quốc gia và khu bảo tồn này rộng 4.093.077 mẫu Anh (6.395,43 dặm vuông, ~16.564.09 km2), có quy mô gần bằng xứ Wales. Hơn 3.922.000 mẫu Anh (1.587.000 ha) diện tích công viên quốc gia là khu vực cấm tất cả các hoạt động săn bắn. Công viên được đặt tên theo núi Katmai, ngọn núi lửa dạng tầng trung tâm của nó. Công viên nằm trên bán đảo Alaska, đối diện với đảo Kodiak, có trụ sở chính ở gần King Salmon, cách thành phố Anchorage khoảng 290 dặm (470 km) về phía tây nam.
Khu vực này lần đầu tiên được chỉ định là di tích quốc gia vào năm 1918 để bảo vệ khu vực xung quanh vụ phun trào núi lửa Novarupta năm 1912, tạo thành thung lũng vạn khói, dài 100 km2, dòng chảy nham thạch dài từ 100 đến 700 foot (30 đến 213 m). Công viên bao gồm 18 ngọn núi lửa riêng biệt, 7 trong số đó đã hoạt động từ năm 1900.
Sau khi được chỉ định, di tích được giữ lại không được phát triển và phần lớn không được quan sát cho đến những năm 1950. Công viên và khu vực xung quanh được đánh giá cao nhờ có nhiều loài động vật hoang dã, trong đó có cá hồi đỏ và loài gấu nâu được bảo tồn. Sau một loạt mở rộng ranh giới, vườn quốc gia và bảo tồn hiện tại được thành lập theo Đạo luật Bảo tồn Đất đai Alaska năm 1980.

## Địa lý

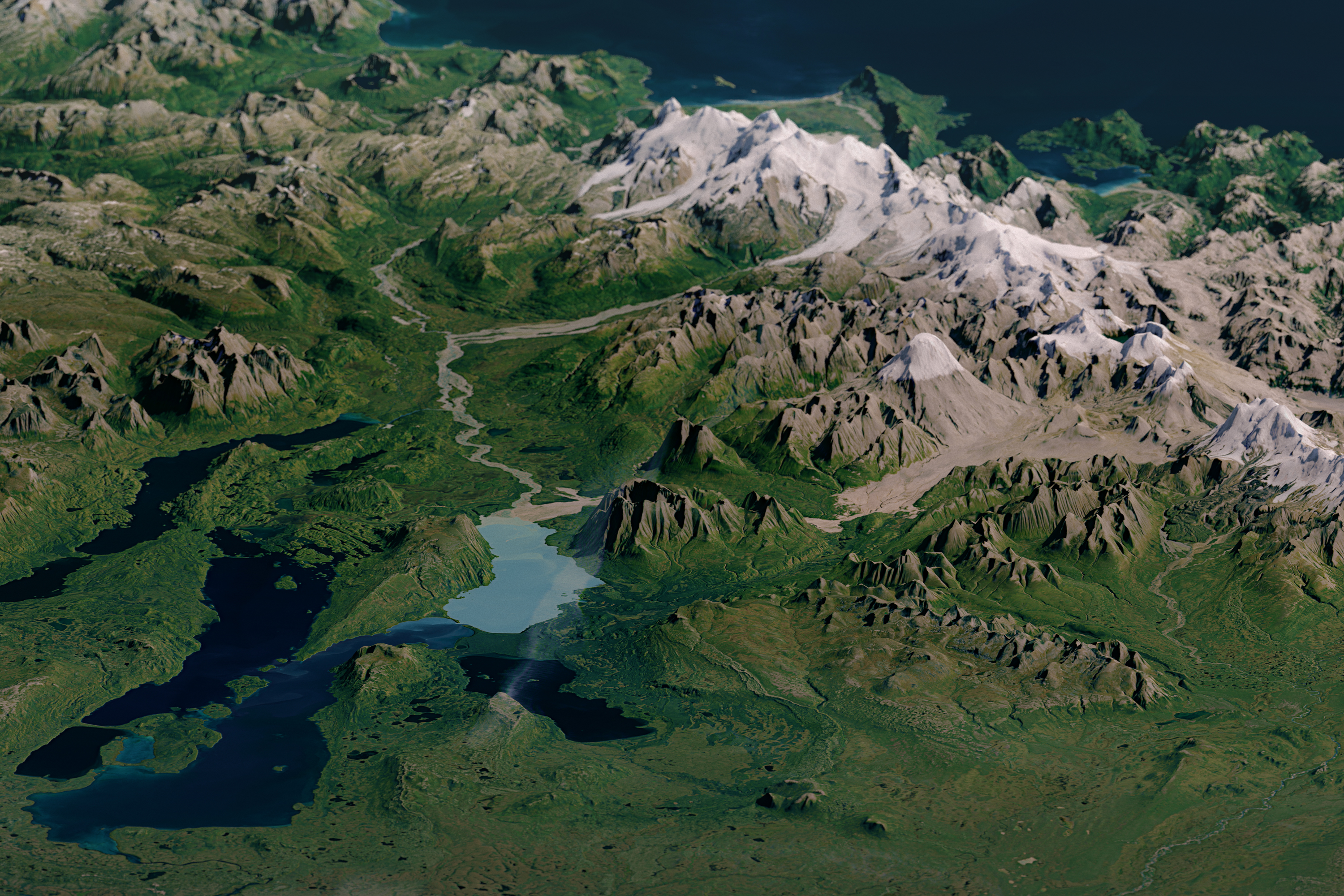
Hình ảnh 3D của vườn quốc gia với dữ liệu Landsat được phủ trên mô hình độ cao kĩ thuật số

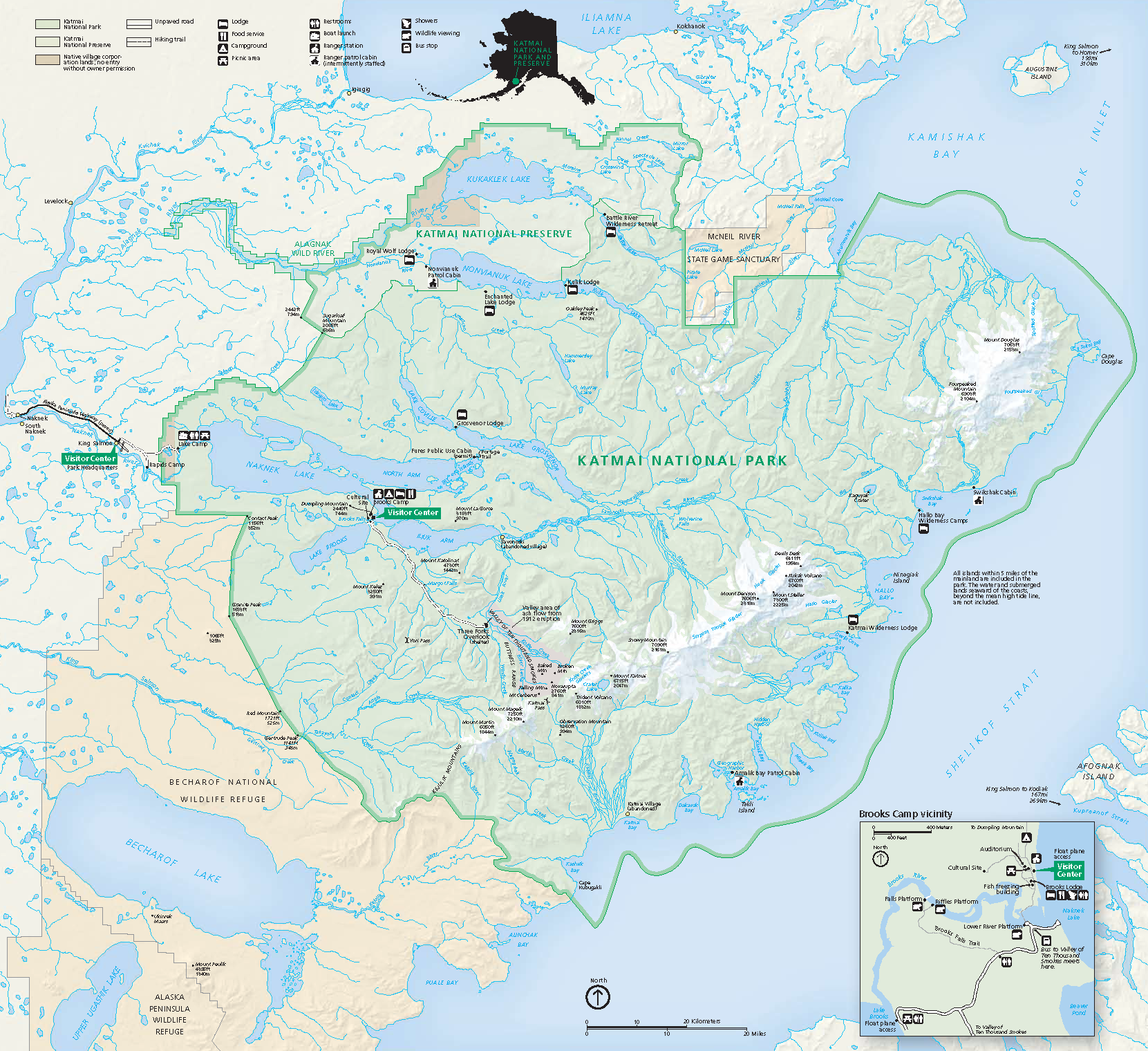
Bản đồ vườn quốc gia và khu bảo tồn Katmai - xem thêm [http://www.nps.gov/katm/planyourvisit/upload/KATM_Park%20Map_for_web1.pdf resolution adjustable pdf map

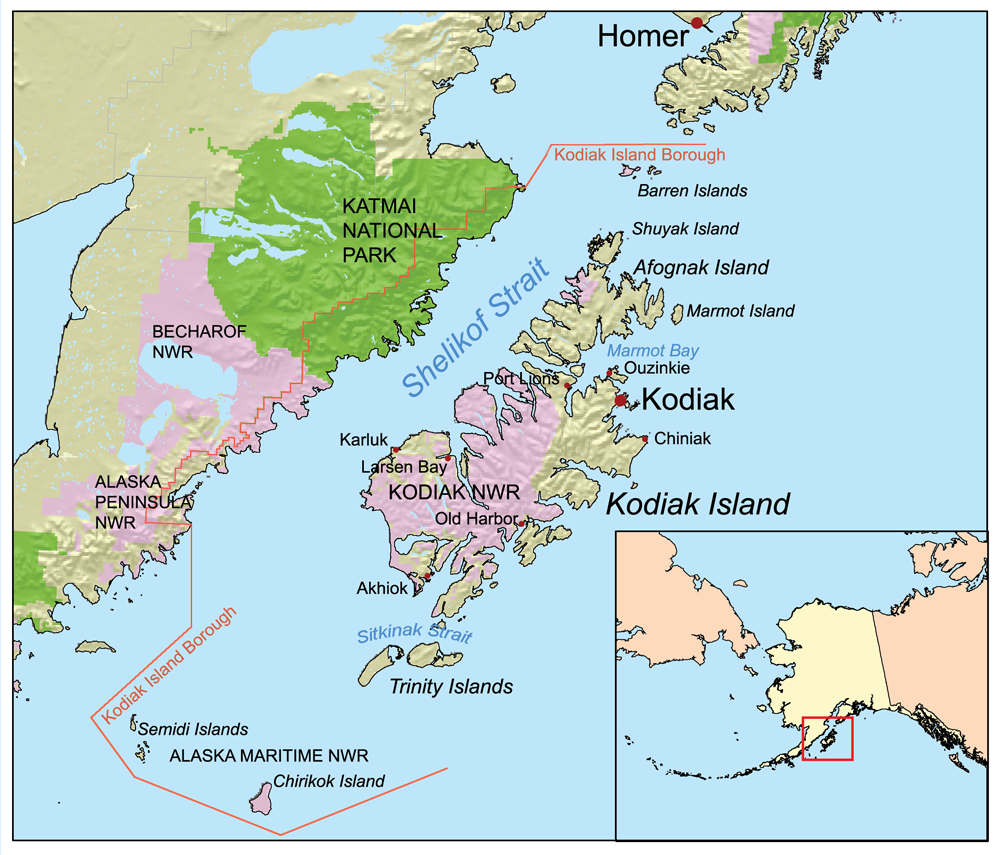
Bản đồ vườn quốc gia và khu bảo tồn Katmai và phụ cận

Katmai nằm trên phần Thái Bình Dương của bán đảo Alaska, đối diện đảo Kodiak trên eo biển Shelikof. Các đặc điểm chính của vườn quốc gia này là bờ biển, dãy núi Aleutia với chuỗi 15 núi lửa chạy dài qua phần ven biển phía đông nam của công viên và một loạt các hồ lớn ở phần phía tây của công viên. Thị trấn lớn gần nhất với khu bảo tồn này là King Salmon, nơi đặt trụ sở chính của công viên, cách khoảng 5 dặm (8,0 km) xuôi dòng sông Naknek từ lối vào công viên. Đường cao tốc bán đảo Alaska nối hồ Naknek đến cửa sông tại Naknek. Đường không được kết nối với hệ thống đường bộ Alaska.
Lối vào công viên bằng thuyền trên hồ Naknek. Một con đường khác chạy từ Trại Brooks đến Three Forks, nơi có thung lũng vạn khói. Đường bờ biển dài 497 dặm (800 km) được thụt lõm sâu, chạy từ cửa Cook Inlet tại vịnh Kamishak về phía nam đến mũi Kubugakli. Những dãy núi chạy từ phía tây nam đến đông bắc, khoảng 15 dặm (24 km) trong đất liền.
Công viên này bao gồm sông McNeil trên vịnh Kamishak. Sông Alagnak, được chỉ định là dòng sông hoang dã, bắt nguồn từ khu bảo tồn ở hồ Kukaklek. Sông Naknek chảy vào vịnh Bristol, bắt nguồn từ trong công viên. Công viên tiếp giáp khu bảo tồn động vật hoang dã quốc gia Becharof ở phía Nam. Trong số mẫu đất của vườn quốc gia và khu bảo tồn, vùng rộng 3.922.529 mẫu Anh (1.587.391 ha) là nơi cấm tất cả các hoạt động săn bắn thể thao và săn bắn. Còn lại 418.548 mẫu Anh (169.380 ha) là vùng đất bảo tồn, ở đó hoạt động săn bắn thể thao và săn bắn được cho phép. Các loài bị săn bắt phổ biến nhất trong khu bảo tồn bao gồm gấu nâu, điều này đã dẫn đến một số vấn đề về săn bắt gấu do quy mô quần thể trong khu bảo tồn nhỏ và việc theo dõi gấu đã đến giới hạn gần.
Đá móng trên bán đảo Alaska bị đứt gãy vịnh Bruin thành các trầm tích hóa thạch của kỷ Jura và Creta ở phía đông, đá biến chất và đá lửa ở phía tây. Dãy đá granite Aleutian đã xâm nhập qua những tảng đá này. Phần lớn các ngọn núi cao hơn trong công viên có nguồn gốc là núi lửa. Công viên đã bị thay đổi rất nhiều do sự đóng băng, cả những ngọn núi ở những vùng đất cao đã được chạm trổ bởi các sông băng, và những hồ ở vùng đất thấp đã được khai quật. Đồng bằng rửa trôi và băng tích cuối cùng là điểm đặc trưng trong công viên. Các loại đất khác nhau từ đá hoặc tro núi lửa có độ sâu khác nhau đến vùng đất sâu, ẩm ướt phủ lên than bùn. Mặc dù lớp băng vĩnh cửu tồn tại ở độ cao cao hơn nhưng không có ở vùng đồng bằng.
Hai tỉnh địa lý bao gồm công viên. Tỉnh thuộc dãy Aleutian bao gồm eo biển Shelikof, khoảng 10 dặm (16 km) dọc theo bờ biển, vùng núi Aleutian và hồ, hay đới Hudsonian. Xa hơn về phía tây, tỉnh vùng đất thấp vịnh Nushagak-Bristol ngăn cách với khu vực Aleutian bởi Vịnh Bruin, chiếm một góc nhỏ của vườn quốc gia.

### Các núi lửa

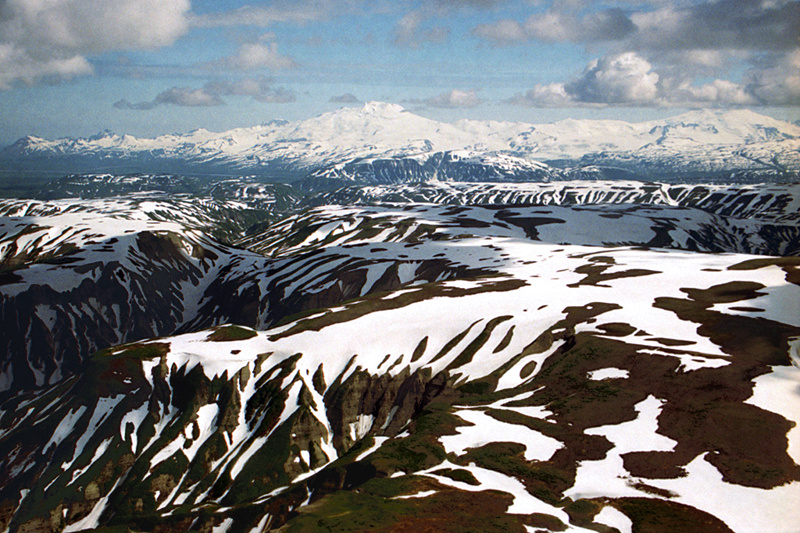
Núi Bốn đỉnh và núi Douglas

Các núi lửa đang hoạt động ở khu bảo tồn này là núi Katmai, Novarupta, núi Trident, núi Mageik, núi Martin và núi Fourpeaked. Các núi lửa khác đã phun trào trong thời gian gần đây về mặt địa chất, nhưng không phải trong lịch sử, là núi Douglas, núi Griggs, núi Snowy, núi Denison, núi Kukak, Devils Desk, núi Kaguyak, núi Cerberus, núi Falling và núi Kejulik. Martin và Mageik tạo ra hơi nước có thể nhìn thấy từ King Salmon, còn Trident đã hoạt động năm 1957 - 1965 và 1968.
Sự kiện núi lửa trong lịch sử là vụ phun trào đồng thời núi Katmai và Novarupta vào tháng 6 năm 1912. Vụ phun trào của Novarupta đã tạo ra dòng dung nham chảy phủ kín một thung lũng gần đó với lớp tro dày đến 300 foot (91 m). Cùng lúc đó, đỉnh Katmai sụp đổ thành miệng núi lửa. Khi trầm tích trong thung lũng nguội đi, chúng tỏa ra hơi nước từ các vết nứt và lỗ phun khí, tạo thành "thung lũng vạn khói". Khi nhiệt đã không còn thì thung lũng đã bị xói mòn. Hiện tại dòng suối đã cắt các hẻm núi sâu đến 100 foot (30 m), nhưng chỉ rộng có 5 đến 10 foot (1,5 đến 3,0 m).

##### Núi Kumai
Núi Katmai là một núi lửa dạng tầng, cao 6.716 foot (2.047 m). Miệng núi lửa lớn. Một số sông băng có nguồn gốc từ núi, và một trong miệng núi lửa là sông băng duy nhất được biết đến đã hình thành trong thời gian lịch sử. Đáy miệng núi lửa nằm dưới vành đai khoảng 250 mét (820 ft). Ngọn núi đứng trên một khu vực trầm tích kỷ Jura, và các thành phần núi lửa của nó dày chưa đến 1.500 foot (460 m).
Ngoài vụ phun trào năm 1912 đến nay không có hoạt động đáng kể nào xảy ra trong thời gian lịch sử.

##### Núi Novarupta

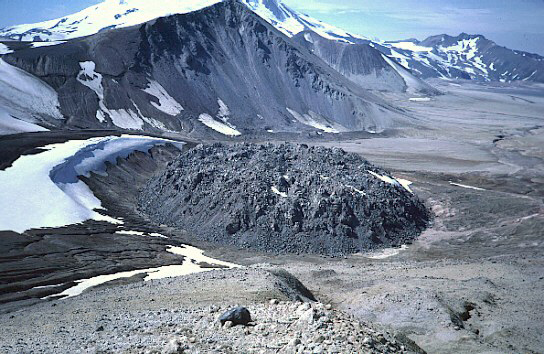
Vòm dung nham Novarupta

Núi Novarupta được mô tả như một miệng núi lửa Plinia với một vòm miệng núi lửa có đường kính 2.000 mét (6.600 ft) với một vòm đường kính 65 mét (213 ft), 400 mét (1.300 ft) ở giữa.
Hoạt động lịch sử duy nhất của nó là vụ phun trào năm 1912.

##### Núi Trident
Núi Trident gồm 3 núi lửa dạng tầng, trong đó có ngọn núi cao nhất 3.599 foot (1097m), cao tới 1.894 foot (577m) so với chân núi. Ngọn núi này hoạt động không liên tục trong các thời kỳ lịch sử, chủ yếu từ năm 1953 đến 1974. Trong thời gian đó, khoảng 0,7 km khối vật chất đã phun trào để tạo thành một đỉnh mới có tên là Southwest Trident từ vị trí cũ của một hố phun khí lớn.

##### Núi Martin
Núi Martin cao 6.102 foot (1.860 m), đứng trên một sườn núi cao 1.400 mét (4.600 ft) gần Núi Mageik, một phần chồng lên núi lửa Alagogshak lâu đời hơn lâu đời hơn. Đỉnh núi là miệng núi lửa có đường kính 300 mét (980 ft), chứa lỗ phun khí và đôi khi là hồ miệng núi lửa. Dòng dung nham lớn kéo dài từ ngọn núi lấp đầy phần trên của thung lũng Angle Creek với khoảng 5 km khối vật chất.
Núi Martin không có vụ phun trào nào đáng kể nhưng đỉnh lại phát ra hơi nước và gây ra tình trạng động đất.

##### Núi Mageik
Núi Mageik đứng trên cùng một loại đá trầm tích như Martin. Cấu trúc hỗn hợp gồm 4 lỗ thông hơi, cao nhất ở độ cao 7.103 foot (2.165 m) và ba hình nón thông hơi phụ. Miệng núi lửa nhỏ và có hồ nước ở trên và lỗ phun khí trên sườn của hình nón cao nhất.